# 안드레 한
안드레 한(독일어: André Hahn, 1990년 9월 13일 ~ )은 독일의 축구 선수로, 현재 독일 푸스발-분데스리가 FC 아우크스부르크 소속으로 뛰고 있다. 포지션은 윙어, 공격수이다.